# Aleksey Poltaranin
Aleksey Poltaranin (en kazakh : Алексей Юрьевич Полтаранин et en français : Alekseï Iourievitch Poltoranine), né le 29 avril 1987 à Leninogorsk (Ridder) en République socialiste soviétique du Kazakhstan, est un fondeur kazakh. Polyvalent, il est tout près d'obtenir une médaille olympique en 2010 en échouant à la 5e place du sprint et du sprint par équipes. C'est également le cas aux Championnats du monde avec une 6e place en sprint par équipes en 2011. En 2013, il décroche deux médailles de bronze. En Coupe du monde, il est monté à quatorze reprises sur le podium dont quatre victoires, la première a été obtenue sur le 15 km de Davos (la première d'un Kazakh depuis la légende Vladimir Smirnov en 1998) et son meilleur résultat en course à étapes est une troisième place sur le Nordic Opening en 2013. À noter qu'il a obtenu ses meilleurs résultats en style classique.
En mars 2019, il est soupçonné de dopage et est arrêté dans le cadre de l'opération Aderlass. En janvier 2020, il est suspendu quatre ans.

## Biographie
Poltoranin apparaît dans des compétitions officielles de la FIS en 2002.
Il a disputé ses premières courses dans la Coupe du monde en 2004/2005, cette année il gagne son seul titre aux Championnats du monde juniors à Stryn avec le relais kazakh. En 2007, alors qu'il marque ses premiers points pour la Coupe du monde cet hiver, il participe à ses premiers Championnats du monde à Sapporo et finit 17e du sprint, ensuite lors des Championnats du monde juniors de Tarvisio, il gagne sa seule médaille individuelle lors du 10 km libre. Il a fallu attendre décembre 2010 et le 15 km classique de Davos pour qu'Alexey Poltoranin se révèle au niveau international, à l'arrivée, il devance Alexander Legkov d'une petite marge pour la première victoire d'un Kazakh depuis celle de Vladimir Smirnov en mars 1998. En novembre 2011, il gagne au temps le 15 km classique de Kuusamo comptant pour le Nordic Opening et donc sa première victoire d'étape. Par la suite, il finit 3e du 15 km classique de Rogla, son seul podium cette saison-là en Coupe du monde.

### Saison 2012-2013
Alexey Poltoranin entame la Coupe du monde par une deuxième place au 15 km de Gällivare derrière Martin Johnsrud Sundby. La semaine suivante, il confirme par une troisième place lors du Nordic Opening remporté par Petter Northug à Kuusamo. Début janvier, il s'adjuge sa première étape lors d'un Tour de ski devant Petter Northug, un 5 km classique disputé à Toblach. Il récidive le lendemain lors du 15 km classique départ en ligne de Val di Fiemme, où il franchit la ligne en premier devant deux Canadiens, finalement il se classe onzième du Tour de ski. Le 19 janvier, il est vainqueur du 15 km classique de La Clusaz d'une très courte tête du Russe Alexander Bessmertnykh qui pensait avoir course gagnée. Avant les mondiaux, il s'impose à Davos lors du sprint 1,5 km classique avec une marge confortable sur Dario Cologna. Lors de la première journée, il connaît une mésaventure à l'occasion des demi-finales du sprint classique : il a brisé son bâton de ski en début de course ce qui lui a causé une perte de temps rédhibitoire, il finit onzième. Il se rattrape avec son coéquipier Nikolay Chebotko lors du sprint par équipes libre en accédant à son premier podium en grande compétition internationale. Le dernier jour de ces Championnats, il décroche une médaille de bronze sur le 50 km classique dominé par Johan Olsson. En fin de saison, il se classe deuxième à deux reprises derrière Petter Northug à Lahti et à Drammen. Ces bons résultats lui permettent d'atteindre la 4e place du classement général avec 995 points.

### Saison 2013-2014
Il totalise trois podiums de Coupe du monde cet hiver et une victoire d'étape à Lenzerheide au Tour de ski.
Il participe à ses troisièmes Jeux olympiques à Sotchi, où il est neuvième au 15 km classique notamment.

### 2015-2017
Au Tour de ski 2015-2016, Poltoranin remporte pour la quatrième année consécutive une victoire d'étape au Tour avec un succès sur le quinze kilomètres à Oberstdorf. Il monte sur deux autres podiums d'étapes en style classique, un sprint à Oberstdorf et le quinze kilomètres à Val di Fiemme. Il est cinquième à l'arrivée de la dernière étape.
Aux Championnats du monde 2017, il est septième du quinze kilomètres classique, alors qu'il échoue a monter sur un podium individuel en Coupe du monde cet hiver.

### 2018
En janvier 2018, il gagne le quinze kilomètres classique de Planica devant le leader de la Coupe du monde et prodige Johannes Høsflot Klæbo. Il se classe cet hiver quatrième du Tour de ski, son meilleur résultat dans l'épreuve. Après les Jeux olympiques d'hiver de 2018, il remporte le quinze kilomètres de Lahti devant Alexander Bolshunov, soit sa cinquième victoire de Coupe du monde.

### 2019
Le 27 février 2019, il est mis en cause dans une affaire de dopage sanguin dans le cadre de l'opération Aderlass menée par la police autrichienne pendant les mondiaux. Le 9 janvier 2020, il est suspendu quatre ans pour son implication.

## Palmarès

### Jeux olympiques d'hiver
Bien qu'il ne soit pas spécialiste du sprint, c'est dans cette épreuve qu'il obtient ses meilleurs résultats. Il termine 5e de l'épreuve du sprint en 2010, qualifié en finale, il est tout près de remporter la médaille. C'est également le cas en sprint par équipes avec une présence en finale et une 5e place finale.
| Épreuve / Édition   | Sprint                           | Sprint                           | 15 km                            | 15 km                            | Poursuite/Skiathlon 2 × 15 km | 50 km | Relais | Relais    |
| Épreuve / Édition   | libre                            | classique                        | libre                            | classique                        | Poursuite/Skiathlon 2 × 15 km | 50 km | Sprint | 4 × 10 km |
| JO 2006 Turin       | —                                | Épreuve inexistante à cette date | Épreuve inexistante à cette date | 39e                              | —                             | —     | —      | —         |
| JO 2010 Vancouver   | Épreuve inexistante à cette date | 5e                               | 14e                              | Épreuve inexistante à cette date | —                             | 27e   | 5e     | 11e       |
| JO 2014 Sotchi      | —                                | Épreuve inexistante à cette date | Épreuve inexistante à cette date | 9e                               | 16e                           | —     | 8e     | —         |
| JO 2018 Pyeongchang | Épreuve inexistante à cette date | DSQ                              | —                                | Épreuve inexistante à cette date | —                             | DSQ   | DSQ    |           |

Légende:
- DSQ : disqualifié pour dopage
- — : épreuve non disputée par le fondeur.
- : épreuve ne figurant pas au programme de ces Jeux.

### Championnats du monde
Alexey Poltoranin remporte deux médailles de bronze aux Championnats du monde en 2013.
| Épreuve / Édition           | Sprint                           | Sprint                           | 15 km                            | 15 km                            | Poursuite/Skiathlon 2 × 15 km | 50 km                     | Relais                    | Relais    |
| Épreuve / Édition           | libre                            | classique                        | libre                            | classique                        | Poursuite/Skiathlon 2 × 15 km | 50 km                     | Sprint                    | 4 × 10 km |
| Mondiaux 2007 Sapporo       | Épreuve inexistante à cette date | 17e                              |                                  | Épreuve inexistante à cette date | 32e                           |                           |                           | 7e        |
| Mondiaux 2009 Liberec       | 45e                              | Épreuve inexistante à cette date | Épreuve inexistante à cette date | 16e                              | 49e                           |                           | 7e                        | 10e       |
| Mondiaux 2011 Oslo          |                                  | Épreuve inexistante à cette date | Épreuve inexistante à cette date | 31e                              |                               |                           | 6e                        | 13e       |
| Mondiaux 2013 Val di Fiemme | Épreuve inexistante à cette date | 11e                              |                                  | Épreuve inexistante à cette date |                               | Médaille de bronze, monde | Médaille de bronze, monde | 13e       |
| Mondiaux 2015 Falun         | Épreuve inexistante à cette date | 35e                              | —                                | Épreuve inexistante à cette date | 21e                           | 7e                        | —                         | 13e       |
| Mondiaux 2017 Lahti         | —                                | Épreuve inexistante à cette date | Épreuve inexistante à cette date | 7e                               | —                             | —                         | 17e                       | 9e        |
| Mondiaux 2019 Seefeld       | —                                | Épreuve inexistante à cette date | Épreuve inexistante à cette date | -                                | DSQ                           | -                         | -                         | -         |

Légende :
- : pas d'épreuve
- — : Non disputée par Alexey Poltoranin

### Coupe du monde
- Meilleur classement général : 4e en 2013.
- 16 podiums : 
  - 15 podiums en épreuve individuelle : 5 victoires, 6 deuxièmes places et 4 troisièmes places.
  - 1 podium en épreuve par équipes : 1 deuxième place.

#### Courses par étapes

##### Tour de ski
- 4e en 2018.
- 10 podiums d'étapes dont 6 victoires.
  - 2 victoires en 2013 (5 km classique de Toblach et 15 km de Val di Fiemme).
  - 1 victoire en 2014 (15 km de Lenzerheide).
  - 1 victoire en 2015 (10 km de Toblach).
  - 1 victoire en 2016 (15 km d'Oberstdorf).
  - 1 victoire en 2018 (15 km classique de Val di Fiemme).

##### Nordic Opening
- 3e de l'édition 2012-2013.
- 3 podiums sur des étapes, dont une victoire (15 km poursuite en style classique à Kuusamo)

#### Détail des victoires individuelles
| Épreuve / Édition | Sprint | Sprint    | 15 km | 15 km         | Poursuite 2 × 10 km | 30 km libre | 30 km libre | 50 km libre | Tour de ski ou Finales ou Nordic Opening |
| Épreuve / Édition | libre  | classique | libre | classique     | Poursuite 2 × 10 km | libre       | classique   | 50 km libre | Tour de ski ou Finales ou Nordic Opening |
| 2010-11           |        |           |       | Davos         |                     |             |             |             |                                          |
| 2012-13           |        | Davos     |       | La Clusaz     |                     |             |             |             |                                          |
| 2017-18           |        |           |       | Planica Lahti |                     |             |             |             |                                          |

#### Classements en Coupe du monde
| Saison / Épreuve | Saison / Épreuve | Général | Général | Distance | Distance | Sprint | Sprint | Tour de ski depuis 2007 | Finales depuis 2008              | Nordic Opening depuis 2011       |
| ---------------- | ---------------- | ------- | ------- | -------- | -------- | ------ | ------ | ----------------------- | -------------------------------- | -------------------------------- |
| Saison / Épreuve | Saison / Épreuve | Class.  | Points  | Class.   | Points   | Class. | Points | Tour de ski depuis 2007 | Finales depuis 2008              | Nordic Opening depuis 2011       |
| 2007             | 2007             | 150e    | 5       | 99e      | 5e       | -      | —      | —                       | Épreuve inexistante à cette date | Épreuve inexistante à cette date |
| 2008             | 2008             | 107e    | 21      | 63e      | 21       | -      | -      | 45e                     | 43e                              | Épreuve inexistante à cette date |
| 2009             | 2009             | 82e     | 57      | 52e      | 55       | 109e   | 2      | —                       | —                                | Épreuve inexistante à cette date |
| 2010             | 2010             | 69e     | 90      | 54e      | 53       | 57e    | 37     | —                       | —                                | Épreuve inexistante à cette date |
| 2011             | 2011             | 34e     | 226     | 31e      | 122      | 34e    | 72     | —                       | —                                | 15e                              |
| 2012             | 2012             | 26e     | 368     | 22e      | 219      | 42e    | 49     | —                       | 39e                              | 4e                               |
| 2013             | 2013             | 4e      | 995     | 4e       | 521      | 6e     | 258    | 11e                     | Abandon                          | 3e                               |
| 2014             | 2014             | 13e     | 437     | 6e       | 267      | 18e    | 146    | Abandon                 | Abandon                          | 19e                              |
| 2015             | 2015             | 8e      | 537     | 7e       | 347      | 70e    | 14     | 8e                      | Épreuve inexistante à cette date | 11e                              |
| 2016             | 2016             | 11e     | 735     | 16e      | 375      | 33e    | 68     | 5e                      | 12e                              | 19e                              |
| 2017             | 2017             | 72e     | 74      | 49e      | 66       | 74e    | 8      | —                       | —                                | —                                |
| 2018             | 2018             | 7e      | 796     | 6e       | 533      | 63e    | 15     | 4e                      | Abandon                          | 11e                              |
| 2019             | 2019             | 54e     | 109     | 31e      | 109      | -      | -      | —                       | —                                | —                                |

### Championnats du monde junior
En six participations aux Championnats du monde juniors, Alexey Poltoranin a gagné un titre en relais et une médaille d'argent en individuel.
| Épreuve / Édition       | Sprint                           | Sprint                           | 10 km                            | 10 km                            | 20 km poursuite                  | 30 km classique                  | Relais                           |
| Épreuve / Édition       | libre                            | classique                        | libre                            | classique                        | 20 km poursuite                  | 30 km classique                  | Relais                           |
| Mondiaux 2002 Schonach  | Épreuve inexistante à cette date | Épreuve inexistante à cette date | 15e                              | Épreuve inexistante à cette date | Épreuve inexistante à cette date | Épreuve inexistante à cette date | Épreuve inexistante à cette date |
| Mondiaux 2003 Solleftea | 59e                              | Épreuve inexistante à cette date | Épreuve inexistante à cette date | 8e                               | Épreuve inexistante à cette date | Épreuve inexistante à cette date | Épreuve inexistante à cette date |
| Mondiaux 2004 Stryn     | 50e                              | Épreuve inexistante à cette date | 8e                               | Épreuve inexistante à cette date | Épreuve inexistante à cette date | 4e                               | Médaille d'or                    |
| Mondiaux 2005 Rovaniemi | Épreuve inexistante à cette date | Épreuve inexistante à cette date | 15e                              | Épreuve inexistante à cette date | 25e                              | Épreuve inexistante à cette date | Épreuve inexistante à cette date |
| Mondiaux 2006 Kranj     | Épreuve inexistante à cette date | Épreuve inexistante à cette date | Épreuve inexistante à cette date | 6e                               | 11e                              | Épreuve inexistante à cette date | Épreuve inexistante à cette date |
| Mondiaux 2007 Tarvisio  | Épreuve inexistante à cette date | 17e                              | Médaille d'argent                | Épreuve inexistante à cette date | 16e                              | Épreuve inexistante à cette date | Épreuve inexistante à cette date |

### Championnats du monde des moins de 23 ans
- Médaille d'argent du quinze kilomètres classique en 2008 à Malles.
- Médaille d'argent du quinze kilomètres libre en 2009 à Praz de Lys-Sommand.